# Маріо Дзенарі
Ма́ріо Дзенарі (італ. Mario Zenari; нар. 5 січня 1946, Розегаферро, Верона, Італія) — італійський кардинал, апостольський нунцій у Сирії з 2008 року.

## Життєпис
Маріо Дзенарі народився 5 січня 1946 року в Розегаферро.

## Священство
Він отримав священицьке свячення 5 липня 1970 року у Вероні від єпископа Джузеппе Карраро.
Щоб підготуватися до дипломатичної кар'єри, він вступив до Папської Церковної академії у 1976 році.

## Дипломатична кар'єра
7 лютого 1994 року Папа Іван Павло II призначив його на кілька дипломатичних посад папським представником у неурядових організаціях у Відні. А 15 червня йому було надано титул монсеньйора як Прелата Почесної Святості.
12 липня 1999 року його було призначено титулярним архієпископом Юліума Карнікума та апостольським нунцієм у Буркіна-Фасо, Нігері та Кот-д'Івуарі. 25 вересня 1999 року він отримав єпископську хіротонію від кардинала Анджело Содано.
10 травня 2004 року його було призначено нунцієм у Шрі-Ланці. 30 грудня 2008 року Папа Бенедикт XVI призначив його нунцієм у Сирії, де він перебував під час громадянської війни в Сирії, що розпочалася у 2011 році.

## Кардинал
9 жовтня 2016 року Папа Франциск оголосив, що на папській консисторії, запланованій на 19 листопада 2016 року, він висвятить Дзенарі в кардинали, посилаючись на його роботу для «коханої та мученицької Сирії». Того дня його було посвячено в кардинали-диякони та призначено до церкви Санта-Марія-делле-Граціє алле-Форначі-фуорі. 23 грудня 2017 року Папа Франциск зробив його членом Конгрегації Східних Церков.
Дзенарі брав участь як кардинал-вибірник у папському конклаві 2025 року, на якому було обрано Папу Лева XIV. Пізніше він вручив паллій Папі Леву XIV на його інавгураційній месі.